# Rashid Ramzi
Rashid Mohamed Ramzi (in arabo رشيد رمزي‎?, Rašīd Ramzī; Safi, 17 luglio 1980) è un mezzofondista marocchino naturalizzato bahreinita, campione mondiale degli 800 e dei 1500 metri piani ad Helsinki 2005.

## Biografia
Ramzi è cresciuto a Safi ed ha gareggiato a livello internazionale per il Marocco fino all'arruolamento nell'esercito del Bahrein, del quale ha ottenuto di conseguenza la cittadinanza. Tutt'oggi comunque si allena in altura ancora nel suo paese natale, il punto più alto del piccolo stato asiatico è infatti solo 134 metri sul livello del mare.
Il primo successo a livello internazionale lo ottiene ai Campionati del mondo indoor di Budapest nel 2004. L'anno successivo diventa il primo atleta capace di realizzare la doppietta 800 e 1500 metri piani in un Mondiale di atletica leggera, fatto che non succedeva in una competizione internazionale dal 1964 (Peter Snell a Tokyo).
Dopo un argento ai Mondiali di Osaka 2007 nei 1500 m, ai Giochi olimpici di Pechino nel 2008 vince i 1500 m con un tempo di 3'32"94, battendo nell'ordine Asbel Kiprop e Nick Willis, diventa il primo medagliato e il primo campione olimpico del Bahrein.
Nel 2009 risulta positivo al CERA ai test anti-doping effettuati sui campioni di sangue prelevati durante i Giochi olimpici e dovrà riconsegnare la medaglia su richiesta del Comitato Olimpico Internazionale.

## Record nazionali

### Seniores
Record nazionali bahreiniti
- 1500 metri piani: 3'29"14 ( Roma, 14 luglio 2006)
- Miglio: 3'51"33 ( Eugene, 4 giugno 2005)

## Palmarès
| Anno                          | Manifestazione             | Sede          | Evento       | Risultato  | Prestazione | Note                                     |
| ----------------------------- | -------------------------- | ------------- | ------------ | ---------- | ----------- | ---------------------------------------- |
| In rappresentanza del Marocco |                            |               |              |            |             |                                          |
| 1999                          | Africani juniores          | Tunisi        | 1500 m piani | Argento    | 3'47"13     |                                          |
| In rappresentanza del Bahrein |                            |               |              |            |             |                                          |
| 2002                          | Campionati asiatici        | Colombo       | 1500 m piani | Argento    | 3'46"41     |                                          |
| 2002                          | Giochi asiatici            | Pusan         | 1500 m piani | Oro        | 3'47"33     |                                          |
| 2003                          | Campionati asiatici        | Manila        | 1500 m piani | Oro        | 3'41"66     |                                          |
| 2004                          | Campionati asiatici indoor | Teheran       | 800 m piani  | Oro        | 1'48"03     | Record asiatico                          |
| 2004                          | Campionati asiatici indoor | Teheran       | 1500 m piani | Oro        | 3'55"73     | Record dei campionati                    |
| 2004                          | Mondiali indoor            | Budapest      | 800 m piani  | Argento    | 1'46"15     | Record asiatico                          |
| 2004                          | Giochi olimpici            | Atene         | 1500 m piani | Semifinale | 3'44"60     |                                          |
| 2005                          | Mondiali di cross          | Saint-Galmier | Corsa breve  | 32º        | 12'22"      |                                          |
| 2005                          | Mondiali                   | Helsinki      | 800 m piani  | Oro        | 1'44"24     | Miglior prestazione personale            |
| 2005                          | Mondiali                   | Helsinki      | 1500 m piani | Oro        | 3'37"88     |                                          |
| 2006                          | Giochi asiatici            | Doha          | 1500 m piani | Bronzo     | 3'38"91     |                                          |
| 2007                          | Mondiali                   | Osaka         | 800 m piani  | Semifinale | 1'47"76     |                                          |
| 2007                          | Mondiali                   | Osaka         | 1500 m piani | Argento    | 3'35"00     | Miglior prestazione personale stagionale |
| 2008                          | Mondiali indoor            | Valencia      | 1500 m piani | 5º         | 3'40"26     |                                          |
| 2008                          | Giochi olimpici            | Pechino       | 1500 m piani | dq         | 3'32"94     |                                          |
| 2013                          | Campionati asiatici        | Pune          | 1500 m piani | Finale     | dnf         |                                          |
| 2014                          | Giochi asiatici            | Incheon       | 1500 m piani | Argento    | 3'40"95     |                                          |

## Altre competizioni internazionali
2005
- 8º alla World Athletics Final ( Monaco), 1500 m piani - 3'36"88